# Clemens J. Setz
Clemens J. Setz (celým jménem Clemens Johann Setz; * 15. listopadu 1982, Štýrský Hradec) je rakouský spisovatel a překladatel z angličtiny.

## Život
Je synem lékařky a stavebního inženýra. Po maturitě a následné civilní službě započal na univerzitě v Grazu studium učitelské aprobace v oboru matematiky a německého jazyka.

## Publikační činnost
Za svoji literární tvorbu byl již třikrát (tj. 2009 (finalista), 2012 (finalista), 2015 (širší nominace)) nominován na Německou knižní cenu, avšak zatím neúspěšně. V češtině je k dispozici několik časopisecky publikovaných povídek a ukázek otištěných mj. v literárních časopisech Plav (povídky Obří kolo a Velice krátký příběh v č. 9/2013) a Tvar (povídka Mrtvola v č. 16/2016). V r. 2019 vyšla sbírka povídek Láska za časů Mahlstadtského dítěte (Die Liebe zur Zeit des Mahlstädter Kindes) v překladu Marie Voslářové v nakladatelství Fra.

### Přehled děl v originále (výběr)
- Die Bienen und das Unsichtbare, Suhrkamp, Berlin 2020, ISBN 978-3518429655. 416 pp.[4].
- Der Trost runder Dinge. Erzählungen. Suhrkamp Verlag, 2019, 320 s.
- Bot: Gespräch ohne Autor. 1. vyd. Suhrkamp Verlag, 2018. 167 s.
- Till Eulenspiegel: Dreißig Streiche und Narreteien. 1. vyd. Insel Verlag, 2015. 148 s.
- Die Stunde zwischen Frau und Gitarre: Roman. 2. vyd. Suhrkamp Verlag, 2015. 1021 s.
- Glücklich wie Blei im Getreide: Nacherzählungen. Suhrkamp Verlag. 114 s.
- Die Vogelstraußtrompete: Gedichte. 1. vyd. Suhrkamp Verlag, 2014. 88 s. (svazek poesie)
- Indigo: Roman[5]. 3. vyd. Suhrkamp Verlag, 2012. 479 s.
- Die Liebe zur Zeit des Mahlstädter Kindes: Erzählungen. Suhrkamp Verlag, 2011. 350 s.
- Die Frequenzen: Roman. 2. vyd. Residenz Verlag, 2009. 720 s.
- Söhne und Planeten: Roman. 1. vyd. Residenz Verlag, 2007. 224 s.

### Překlady z angličtiny do němčiny
- LEAKE, John. Der Mann aus dem Fegefeuer: Das Doppelleben des Jack Unterweger (orig. 'Entering Hades: The Double Life of a Serial Killer[6]')

### Ocenění
- 2015 – Literární cena Wilhelma Raabeho (Wilhelm Raabe-Literaturpreis) za román Die Stunde zwischen Frau und Gitarre[7]
- 2011 – Cena Lipského knižního veletrhu (Preis der Leipziger Buchmesse) za Die Liebe zur Zeit des Mahlstädter Kindes: Erzählungen[8]
- 2010 – Literární cena města Brémy (Bremer Literaturpreis der Rudolf-Alexander-Schröder-Stiftung) za román Die Frequenzen[9]
- 2008 – Cena Ernsta Willnera (Ernst-Willner-Preis) za novelu Die Waage[10][11]